# William McMahon
Sir William ”Billy” McMahon, född den 23 februari 1908 i Sydney, död den 31 mars 1988 i Sydney, var en liberal australisk politiker och Australiens 20:e premiärminister.

## Biografi
McMahon var son till en advokat och utbildades på Sydneys läroverk och vid universitetet i Sydney, där han tog examen i juridik. Han praktiserade i Sydney med Allen, Allen & Hemsley (nu Allens Arthur Robinson), den äldsta advokatbyrå i Australien. År 1940 gick han med i armén, men på grund av en hörselnedsättning, fick han endast tjänstgöra i stabsarbete. Efter andra världskriget reste han i Europa och tog därpå en civilekonomexamen vid universitetet i Sydney.
McMahon valdes 1949 till representanthuset för Sydney, distrikt Lowe, och var en i den ström av nya liberala parlamentsledamöter som kallas "forty-niners". Han lyckades väl, och 1951 valde premiärminister Robert Menzies honom till flygminister och minister för marinen. McMahon skulle sedan tjänstgöra i kabinettet i en eller annan kapacitet under de kommande 21 åren.
Vid olika tidpunkter under Menzies, arbetade han med socialtjänsten, basindustri och arbetsmarknadsfrågor och värnplikt, och han var också vice ordförande för verkställande rådet. År 1966, då Harold Holt blev statsminister, efterträdde McMahon honom som skatteminister och som ställföreträdande ledare för liberalerna.
När Holt omkom i december 1967, antogs att McMahon skulle vara hans troliga efterträdare, men John McEwen, tillfällig premiärminister och ledare för landspartiet, meddelade att han och hans parti inte kunde delta i en regering ledd av McMahon. Denne avgick därför och senator John Gorton vann en partiomröstning om val av partiledare och premiärminister. McMahon blev utrikesminister och väntade på sin chans på en comeback. Efter valet 1969, utmanade han Gorton om ledarskapet, men misslyckades, delvis på grund av McEwens fortsatta motstånd.
I januari 1971 avgick McEwen som partiledare och vice statsminister och hans efterträdare, Douglas Anthony, avbröt vetot mot McMahon. I mars 1971 avgick försvarsministern Malcolm Fraser från regeringen och tog avstånd från Gorton. Efter en misstroendeomröstning förklarade Gorton frivilligt att lika röstetal innebar att han inte längre hade förtroende i partiet, och avgick. McMahon valdes då till partiledare (och premiärminister) och Gorton valdes vice ordförande för liberala partiet.

## Hedersbetygelser
McMahon utsågs till prefererad rådgivare 1966, och Companion of Honour på nyårsdagen 1972. Han blev riddare av stora korset av Orden av St Michael och St George vid firandet av Drottningens födelsedag 1977.
Efter omfördelning 2009 av New South Wales federala valdistrikt, ändrades distriktet för Prospect benämning till distriktet för McMahon vid 2010 federala val.